# Bogusław Danielewski
Bogusław Danielewski (ur. 16 kwietnia 1928 w Gdyni, zm. 17 sierpnia 2024) – polski aktor teatralny i filmowy.

## Życiorys
Bogusław Danielewski urodził się w Gdyni 16 kwietnia 1928 roku. Jego debiut teatralny miał miejsce 1 września 1948 roku. Karierę rozpoczynał w gdańskim Teatrze Wybrzeże, a w 1952 roku dostał angaż do wrocławskiego Teatru Polskiego, w którym spędził wiele lat. Na jego koncie znalazło się ponad 100 ról – także w filmach i serialach: mogliśmy go zobaczyć w epizodycznej roli w "Na kłopoty Bednarski", w filmach "Baryton", "Konsul" czy "Rdza". Wraz z Henrykiem Tomaszewskim i Andrzejem Barskim współtworzył Wrocławski Teatr Pantomimy (zajmował się administracją), wykładał w Studium Aktorskim przy Teatrze Polskim i na Wydziale Wokalno-Aktorskim Akademii Muzycznej we Wrocławiu.
Aktor zmarł 17 sierpnia 2024 roku, dwa tygodnie po swojej żonie Janinie.

## Wybrana filmografia
- 1959: Wspólny pokój, jako kelner
- 1962: Jak być kochaną, jako mężczyzna słuchający Rawicza w kawiarni
- 1972: Z tamtej strony tęczy, jako nauczyciel Ani w technikum hotelarskim
- 1981: Rdza
- 1984: Baryton, jako dyrektor hotelu
- 1986: Na kłopoty... Bednarski, jako komisarz generalny Rzeczypospolitej w Gdańsku
- 1989: Konsul, jako dyrektor hotelu
- 2002: Gorący temat, jako pułkownik Czesław Danielewicz, były oficer SB, informator Piotra

## Nagrody i wyróżnienia
- 1976: Srebrny Krzyż Zasługi
- 1981: Brązowa Iglica
- 1982: Srebrna Iglica
- 1984: Złota Iglica
- 2006: Złoty Medal "Zasłużony Kulturze Gloria Artis"

## Biografia
- Bogusław Danielewski w bazie  filmpolski.pl
- Bogusław Danielewski w bazie Filmweb
- Bogusław Danielewski w bazie IMDb (ang.)